# Tsurumi Shunsuke
Tsurumi Shunsuke (japanisch 鶴見 俊輔; geboren 25. Juni 1922 in Tokio; gestorben 20. Juli 2015 ebenda) war ein japanischer Philosoph und Gesellschaftskritiker, der wichtigste neben Maruyama Masao.

## Leben und Wirken
Tsurumi Shunsuke war Sohn des Juristen und Politikers Tsurumi Yūsuke (1885–1973). Er studierte an der Harvard-Universität und verfasste eine Arbeit über den philosophischen Pragmatismus bei William James. 1942 wurde er im Verlauf des Zweiten Weltkriegs während seines Studiums an der Harvard vom FBI wegen des Verdachts der Verletzung von Einwanderungsgesetzen vernommen, konnte aber sein Studium fortsetzen. Nach seinem Abschluss am Philosophischen Institut kehrte er mit einem Kriegsgefangenen-Austauschschiff nach Japan zurück. Dort wurde er zur Marine einberufen, erkrankte aber und erlebte das Kriegsende, ohne ein Schiff bestiegen zu haben.
1946 starteten Tsuru Shigeto, Maruyama Masao und andere die Zeitschrift „Shisō no kagaku“ (思想の科学) – „Wissenschaft des Denkens“. Zu Beginn der Erstauflage führte Tsurumi gezielt westliches Denken, insbesondere Pragmatismus und logischen Positivismus ein und leitete maßgeblich die Redaktion. 1949 wurde er Assistenzprofessor an der Universität Kyōto und 1954 Assistenzprofessor am „Tokyo Institute of Technology“. Von 1961 bis 1970 war er Professor an der Dōshisha-Universität, war dann hauptsächlich als Kritiker tätig.
Geprägt durch den im amerikanischen Leben und Denken verwurzelten Liberalismus wurde Tsurumi zu einem der führenden Meinungsführer im Japan der Nachkriegszeit, wobei der Kern seines Denkens die Erinnerung an den Krieg war. Die von der „Kyōdō kenkyū tenkō“ (共同研究転向) – „Gemeinsamer Forschungstransfer“ von 1959 bis 1962 vertretene Kritik an Intellektuellen basierte auf der Reflexion darüber, wieweit diese, die sich mit marginalen Künsten und Populärkulturen wie Kartenspielen, Graffiti, Filmen, Radio, Comics, populären Romanen, populären Liedern und Stand-up-Comedy beschäftigten, sich auch mal mit dem Krieg befassten. Dabei drehte es sich doch um die wichtige Frage „Wie können Menschen Krieg verhindern?“
Gleichzeitig wies Tsurumi auf die Bedeutung von Diskussionskreisen („Zirkel“) für die Menschen hin. Neben der Fokussierung auf „Zirkel“ als Forschungsthema setzte er sich auch für gemeinsame Forschung zur Forschungsorganisation ein und wurde Mitglied in wichtigen Gruppen wie „Symbol Society“, „Conversion Research Society“, „House Society“ und „Contemporary Manners and Customs Society“. Diese Forschungsmethode wurde auch für die Analyse von Bürgerbewegungen eingesetzt, was 1960 zur Entstehung der „Koe naki koe no Kai“ (声なき声の会) – „Treffen der stummen Stimmen“ und 1965 zur „Frieden für Vietnam! Bürgerunion“; japanisch abgekürzt zu „Be-hei-ren“ (ベ平連), führte. Unter den sogenannten „Nachkriegsintellektuellen“ war er einer der Denker, der das Leben und Bewusstsein der „einfachen Menschen“ am stärksten betonte und viele Schriftsteller unter ihnen entdeckte. In diesem Sinne war Tsurumi ein Intellektueller, der zwischen Intellektuellen und gewöhnlichen Menschen vermittelte.
Tsurumi verfasste über 60 Schriften, beteiligte sich an zahlreichen weiteren. Er war zudem Herausgeber und Übersetzer. Für „Senjiki Nihon no seishinshi“ (戦時期日本の精神史) – „Geistesgeschichte Japans während des Krieges“ erhielt er 1982 den Osaragi-Jirō-Preis; 1994 erhielt er den Asahi-Preis.